# Ruslan Poiseev
Ruslan Aleksandrovič Poiseev (in russo Руслан Александрович Поисеев?; Jakutsk, 4 dicembre 1987) è un taekwondoka russo.

## Palmarès
- Mondiali

Cheliábinsk 2015: bronzo nei 58 kg;
- Europei

Baku 2014: bronzo nei 58 kg;
Montreux 2016: bronzo nei 58 kg.